# Cristian Daminuță
Cristian Daminuță (Timișoara, 15 febbraio 1990) è un ex calciatore rumeno, di ruolo difensore.

## Carriera
Cresciuto nel Politehnica Timișoara, ha esordito nella massima serie rumena il 7 giugno 2006 nella partita contro la Dinamo Bucarest.
Il 1º settembre 2008 ha firmato un contratto di cinque anni con l'Inter per circa 300.000 euro, che lo ha inserito nella formazione Primavera.
Per la stagione 2009-2010 è stato prestato al Modena, con cui ha esordito in Serie B alla 4ª giornata di campionato nel pareggio casalingo a reti bianche contro il Lecce. A gennaio è rientrato all'Inter, squadra proprietaria del suo cartellino, che lo ha subito ceduto in prestito alla Dinamo Bucarest.
Il 16 luglio 2010 è stato ceduto a titolo definitivo al Milan. Il 31 agosto, ultimo giorno del calciomercato, è stato girato in prestito dalla società rossonera all'Aquila, squadra di Lega Pro Seconda Divisione, mentre l'anno successivo è passato, sempre con la formula del prestito, alla squadra moldava del Tiraspol.
Il 26 gennaio 2012 si è trasferito, sempre in prestito gratuito, al Baia Mare; tuttavia non ha potuto giocare con la società rumena poiché il trasferimento non era stato convalidato per via del non corretto inserimento dei dati nel programma informatico di controllo e convalida dei trasferimenti dall'estero. Nell'estate del 2012 si è stato nuovamente ceduto a titolo temporaneo, questa volta ai rumeni del Recaș, squadra che prima dell'inizio della stagione si è trasferita a Timișoara cambiando il proprio nome in Poli Timișoara.
Rientrato dal prestito, è stato ceduto a titolo temporaneo ai rumeni del Viitorul Constanța.
Il 4 luglio 2015, ormai svincolato, si è accasato al club iracheno Zakho, allenato dal connazionale Ilie Stan.
L'11 febbraio 2016, dopo aver risolto il contratto con lo Zakho, ritorna al FCM Baia Mare.